# Xylota willistoni
Xylota willistoni är en tvåvingeart som först beskrevs av Goot 1964.  Xylota willistoni ingår i släktet vedblomflugor, och familjen blomflugor. Inga underarter finns listade i Catalogue of Life.